# González vs. Bonetti
González vs. Bonetti fue una teleserie producida por el canal paraguayo Telefuturo. Su primer episodio se transmitió el 28 de marzo de 2005 y el último, el 29 de diciembre del mismo año. La serie se emitía una vez por semana, inicialmente los lunes de 9 a 10 p. m., aunque más tarde su horario cambió a los jueves. Debido a su éxito a nivel nacional, la telenovela tuvo dos temporadas. La segunda temporada fue titulada González vs. Bonetti: La revancha.
La primera temporada se emitió entre marzo y septiembre de 2005, mientras que la segunda temporada se transmitió de octubre a diciembre del mismo año, con un total de 12 episodios en cada una. Con motivo del décimo aniversario de la telenovela, el 2 de noviembre de 2015, fue retransmitida por Telefuturo de lunes a viernes, de 5 a 6 p. m., durante todo ese mes.

## Sinopsis
La serie narra la historia de dos familias que, a pesar de sus constantes enfrentamientos, sienten una profunda rivalidad y, al mismo tiempo, un amor complicado entre ellas.

## Reparto
- Alicia Guerra - Katy Bonetti
- Lourdes Llanes - Any Cuttier de González
- Rubén Vysokolán - Chingolo González
- Calolo Rodríguez - Castorino Ortiz “Shuaceneger”
- Vivi Meza - Purificación “Pulé” Maldonado
- Paola Maltese - Maria Beth González
- José Ayala - Ruli González
- Tamara Djundi - Monse Bonetti
- Nico García - Juanjo Bonetti
- Jesús Pérez - Jacobo Hibrahain
- Liber Fernández - Emy Cuttier
- Natalia Nebbia - Secretaria
- Sandra Molas - Profesora Machuchiña
- Anuncio Galeano - Lembú Acosta
- Fidel García - Lezcanito
- David Burró - Chupete
- Cristina Logan - Pitunga de Hibrahain
- Belén Cubilla - Rocío Coronel
- Wilfrido Acosta - Chinchnguito Coronel
- Marcelo Ramirez - Mendieta
- Alejandro Cayuela - Jan Paul
- Patricia Schémbori - Dorita
- Lourdes García - Auda de Coronel
- Fernando Abadie - Gabriel Terra
- Beto Ayala - Giuseppe Bonetti
- Lourdes Zaldívar - Loló
- Evelyn Garza - Frida Megías
- Anita Recalde - Tia Brigithe
- Clyde Cowan - Greta
- Paola Peralta - Ivonne
- Ana Rosa Guggiari - Ña Chini
- Gustavo Cabañas - Vivichini
- Javier del Puerto - Loro
- María José Cacavelos - Deborah Giovanella